# Sedačková lanová dráha

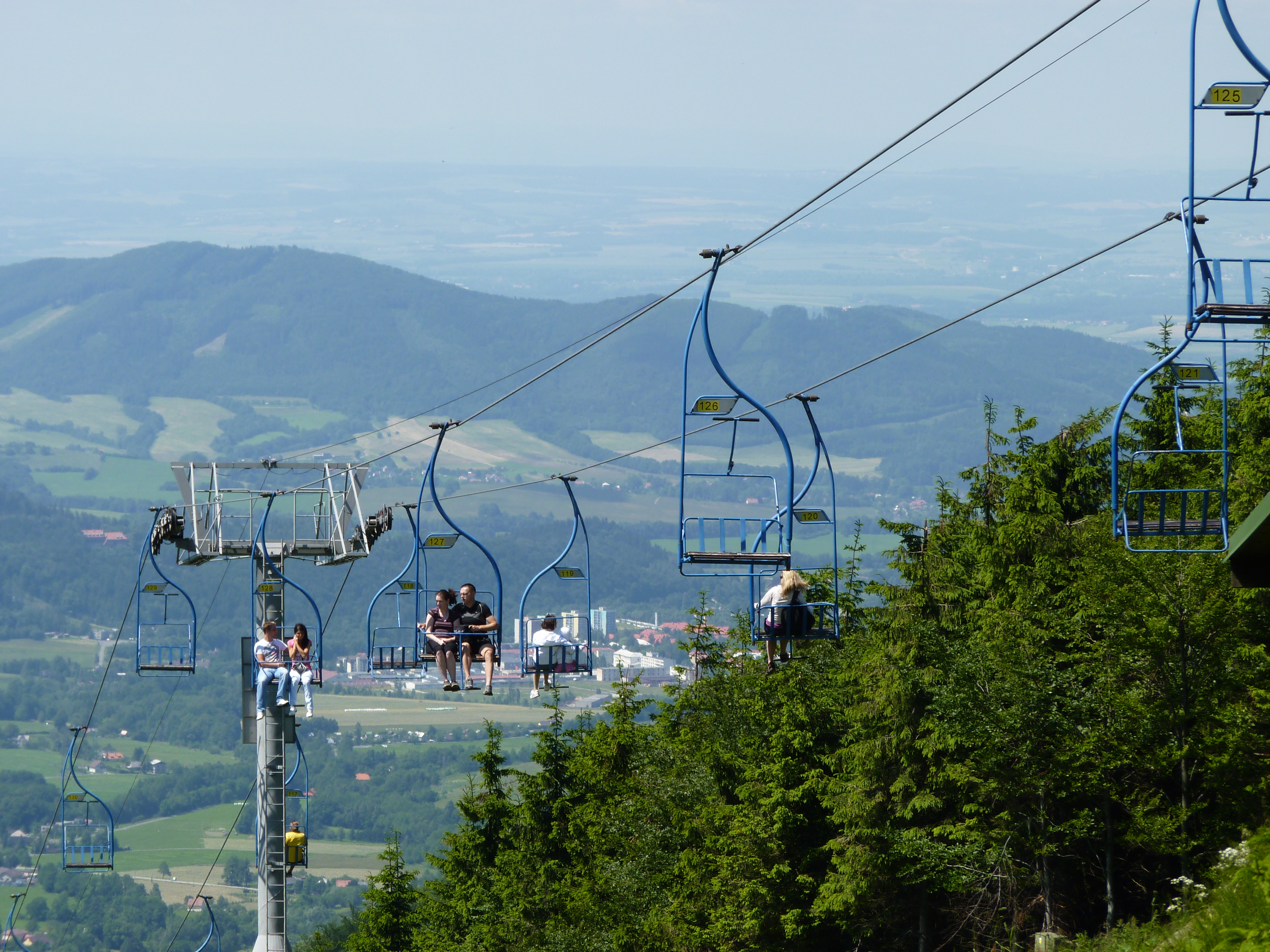
Dvojsedačková lanová dráha na Pustevny v Beskydech

Sedačková lanová dráha je typ visuté lanové dráhy, který se skládá z trvale cirkulující smyčky ocelového lana natažené mezi dvěma koncovými terminály většinou přes podpěry, které nesou řadu kladek. Na jejím laně, které slouží zároveň jako nosné i tažné, je zavěšeno větší množství sedaček pro jednu nebo více osob. Jsou používány hlavně pro přepravu lyžařů v lyžařských areálech, ale také pro přepravu turistů na vyhlášená turistická místa.
Na sedačky se nastupuje a vystupuje bez zastavení nosného lana. Vozidlem této dráhy je každý závěs se sedačkou, který může být na laně pevně uchycen (pevná varianta), nebo může být odpojitelný, což je využíváno při nástupu a výstupu cestujících (tato verze je ve skiareálech označována jako expresní, neboť rychlost na trati může být velká, protože ve stanici jsou sedačky odpojovány pro klidný výstup a nástup). V závislosti na velikosti sedaček může takováto expresní oběžná lanová dráha přepravit až 4000 osob za hodinu a dosáhnout provozní rychlosti až 6 m/s. Dvojsedačková lanovka, která na mnoho let byla hnací silou lyžařského průmyslu, může přepravit až 1200 osob za hodinu při rychlosti lana až 3 m/s (u pevné varianty), resp. 6 m/s (u odpojitelné varianty). Lanovka se sedačkami pro čtyři osoby může přepravit až 2400 lidí za hodinu rychlostí až 3 m/s, resp. 6 m/s. Pevné lanovky jsou obvykle instalovány na kratší úseky než odpojitelné, jejich výhodou je nižší cena a nižší spotřeba energie, nevýhodou pomalá jízda.